# Château d'Averton
Le Château d'Averton était un château français situé à Averton, dans le département de la Mayenne et la région des Pays de la Loire.

## Histoire
La terre du Bourg d'Averton, qu'il ne faut pas confondre avec celle du Vieil-Averton dont elle était vassale, comprenait en 1577 dix-neuf métairies et plusieurs moulins, la forêt seigneuriale de Pail dont les usagers payaient des rentes en argent ou en nature et des redevances féodales comme éperons, gants, couples à chiens, gaules de chasse et même, pour ne rien oublier, un boisseau de mousse.
Avant la construction du château, il y avait « une maison seigneuriale du Bourg d'Averton », où Renée d'Averton séjournait souvent, 1569, 1580, 1600, 1612.

### XVIIesiècle
Le château, bâti vers 1620 par François de Faudoas, était selon l'Abbé Angot merveilleux, type unique dans notre pays de l'architecture grecque. François de Faudoas d'Averton, était protecteur renommé d'auteurs et metteurs en scène du XVIIe siècle, dont Scarron ; et le comique de profession vint y visiter le noble héritier de deux noms illustres,.
« « Le château est fort beau, il a 34 toises de face. C'est un corps de logis entre deux pavillons, revêtu entièrement de pierres de taille et orné de colonnes à trois étages, avec tous les ornements d'architecture fort bien exécutés. Il y a un perron dans le milieu qui est en saillie et soutenu par des colonnes, à trois étages aussi, et qui sert d'entrée à un fort beau degré. Les appartements de chaque côté sont de six à sept pièces de plain-pied chacune. Il y en a un qui est fort doré dont la salle a huit croisées. Cela est très propre et bien conservé. Celui qui est vis-à-vis, de l'autre côté du degré, est entièrement lambrissé, depuis le haut jusqu’en bas, et composé de six pièces toutes lambrissées. Il y a trois étages à cette maison, qui sont tous proportionnés à ceux-là, c'est-à-dire fort propres et convenablement entretenus. Il y a aussi dans cette maison une chapelle toute lambrissée ; tous les planchers de toutes les chambres sont parquetés ; il n'y a que la salle à manger qui soit carrelée. Les offices sont sous terre et voûtés. Le tout est très solide ; on peut dire que rien n'y manque. » « Il y a une grande cour et terrasse qui a plus de cent toises de long et soixante-dix de large ; des jardins, basse-cour, colombiers, glacières, et tout ce qui peut être nécessaire à la vie ; un parc fermé de murailles de quatre-vingts arpens. ». Description de 1695.  »
L’avenue qui aboutissait au chemin du Pont-Neuf se terminait par un magnifique portail ; le pont-levis était sur l'Aussence, et les sources de la Butte, de Monteuson alimentaient le réservoir des jets d’eau.
Dans un inventaire du XVIIe siècle on mentionne parmi les tapisseries celles de la chambre du receveur, six pièces à personnages, et, dans la salle des États, l'Histoire de Persée et d'Andromède en cinq tableaux. La bibliothèque était vide, mais les titres remplissaient une armoire de fer, fermant à clef, à huit battants. Alexis de Revignan était capitaine du château où l'on signale une salle des gardes en 1652.

### Révolution française
Pendant la Révolution française, le château d'Averton resta sans réparations. Les couvertures s'effondrèrent, les planchers s'enfoncèrent, les portes et les fenêtres tombèrent en morceaux.
Le mobilier avait été vendu nationalement en 1793 par les soins du directoire d'Évron sous la protection d'un détachement de la Légion germanique.

### XIXesiècle
François-Louis-Charles de Foucault, député et sous-préfet d'Ancenis sous la seconde Restauration, épousa Marie de Soudeille, fille de Marie-Anne de Bernouville, et conserva l'héritage de sa femme, savoir : le Château de Lorgerie et les 2/5 de la Forêt de Pail, tandis que le reste, avec le Château d'Averton, devenait pour 380 000 francs, en 1812, la proie de la Bande noire. Les propriétaires, ne pouvant ou ne voulant pas faire les travaux nécessaires pour sa restauration, vendirent à M. Vannier, leur ancien régisseur, pour 25 000 francs, le château et ses dépendances, communs, jardins, parc, étang, prairies. Celui-ci détruisit l’édifice, vendit à vil-prix les matériaux et aliéna tout ce qui l’entourait.
Le château, adjugé en 1842 pour 25.000 francs à M. Vannier, ancien régisseur, a été démoli et les matériaux vendus à tout venant. Après la vente d'Averton en 1812, les de Bermonville avaient vendu leur part d’héritage, c’est-à-dire une partie de la Forêt de Pail, les terres et les moulins dépendant de la seigneurie d’Averton, la forge de la Gaudinière en Sougé-le-Ganelon, à un spéculateur nommé Buon, dont l’héritier, Edouard Buon, trouva la ruine dans l’exploitation de la forge.
L'emplacement du château ne se reconnaît plus qu’à l'excavation du sous-sol, aux restes de quelques bassins, à un puits sur lequel trois colonnes soutiennent une grande dalle ronde.. Les deux vues du château, gravées au XVIIe siècle, ont été reproduites dans l'ouvrage de Ledru et Vallée, La maison de Faudoas.

## Féodalité
L'histoire féodale du Bourg d’Averton est toute dans les querelles de ses seigneurs et de leurs suzerains, les seigneurs du Vieil-Averton.
La famille d'Averton chercha de tout temps à s'affranchir de cette vassalité. André d'Averton achète en 1325 de Geoffroy, seigneur de Beaumont, « la justice, vairie, passements d'écriture de lettres en tous ses fiefs et en la terre d'Averton ; » mais doit quand même rendre aveu au vicomte, y comprenant « les estaigers du Bourg-d'Averton. »
A la fin du XVe siècle, Jean d'Averton profite du moment où une femme, Catherine de Coëtivy, est dame du Vieil-Averton ; il brise « l'oratoire où elle se plaçait dans l'église » (1493), démolit la chaussée de son moulin près du bourg, soutient en 1515 que le droit de notaires et de sceaux lui appartient en vertu de l'achat de 1325, et obtient du juge du Maine sur ce point une sentence favorable.
Quelques années plus tard, avant 1533, le seigneur du Vieil-Averton tue par représailles le fils de son rival. L'acquisition du Vieil-Averton vers 1630 par François de Faudoas mit fin aux querelles.
Le Bourg d'Averton fut titré depuis châtellenie, en attendant que par lettres patentes, datées de Versailles (1743), en faveur de Pierre-Marc-Antoine de Languedor, les châtellenies et justices d'Averton, de Courcité, de la Forêt de Pail, formassent le comté d’Averton, dont la juridiction s'exerçait par un juge civil et criminel devant lequel plaidaient plusieurs avocats inscrits.

## Chartrier
Le chartrier d'Averton, qui comprenait près de 23.000 pièces et 367 registres, a été dispersé à tous les vents. Deux personnages inconnus les recherchèrent vers 1850 pour une famille qui prétendait être issue des anciens Averton. Ils acquirent un grand nombre de titres féodaux qui, par un curieux enchaînement de circonstances, sont revenus aux vrais descendants des Faudoas-Averton. Ils ont été utilisés dans l'Histoire de la Maison de Faudoas. Un lot plus considérable encore est resté aux mains d'un habitant du Mans, petit-fils de celui qui les sauva, dit-on.

### Sources et bibliographie
- « Château d'Averton », dans Alphonse-Victor Angot et Ferdinand Gaugain, Dictionnaire historique, topographique et biographique de la Mayenne, Laval, A. Goupil, 1900-1910 [détail des éditions] (BNF 34106789, présentation en ligne)
- Ambroise Ledru, Eugène Vallée, La Maison de Faudoas, Gascogne, Maine et Normandie A. Lemerre (Paris). 1907-1908  Voir en ligne